# Acmaeodera purshiae
Acmaeodera purshiae är en skalbaggsart som beskrevs av Fisher 1926. Acmaeodera purshiae ingår i släktet Acmaeodera och familjen praktbaggar. Inga underarter finns listade i Catalogue of Life.